# Lijst van rijksmonumenten in Spijk (Delfzijl)
De plaats Spijk telt 18 inschrijvingen in het rijksmonumentenregister. Hieronder een overzicht. 
| Object                                                                                   | Oorspronkelijke functie?  | Bouwjaar                                                                            | Architect                                                    | Locatie           | Coördinaten?                  | Nr.?   | Afbeelding        |
| ---------------------------------------------------------------------------------------- | ------------------------- | ----------------------------------------------------------------------------------- | ------------------------------------------------------------ | ----------------- | ----------------------------- | ------ | ----------------- |
| Hervormde kerk en toren (Andreaskerk)                                                    | Kerk en kerkonderdeel     | 13e eeuw (schip) 1676 (herst. na brand, koor, vensters) 1848 (aanbouw) 1902 (toren) | O. de Leeuw Wieland (1902)                                   | 't Loug 1         | 53° 23' 25" NB, 6° 50' 13" OL | 9483   | Meer afbeeldingen |
| Sober breed pand onder zadeldak met wolfseinden waarop hoekschoorstenen                  | Woonhuis                  | 19e eeuw                                                                            |                                                              | 't Loug 3         | 53° 23' 26" NB, 6° 50' 16" OL | 9484   | Meer afbeeldingen |
| Eenvoudig pand onder zadeldak met wolfseinden waarop hoekschoorstenen                    | Woonhuis                  | 19e eeuw                                                                            |                                                              | 't Loug 8         | 53° 23' 25" NB, 6° 50' 16" OL | 9485   | Meer afbeeldingen |
| Eenvoudig pand onder schilddak waarop hoekschoorstenen                                   | Nijverheid                | 19e eeuw                                                                            |                                                              | 't Loug 9         | 53° 23' 24" NB, 6° 50' 16" OL | 9486   | Meer afbeeldingen |
| Voorm. kosterij. Eenvoudig pand onder zadeldak met wolfeinden waarop hoekschoorstenen    | Woonhuis                  | 19e eeuw                                                                            |                                                              | 't Loug 6         | 53° 23' 25" NB, 6° 50' 17" OL | 9487   | Meer afbeeldingen |
| Eenvoudig pand onder zadeldak met wolfeinden waarop hoekschoorstenen                     | Woonhuis                  | 19e eeuw                                                                            |                                                              | 't Loug 10        | 53° 23' 24" NB, 6° 50' 14" OL | 9488   | Meer afbeeldingen |
| Eenvoudig pand onder zadeldak met wolfeinden waarop forse hoekschoorstenen met borden    | Nijverheid                | 19e eeuw                                                                            |                                                              | 't Loug 12        | 53° 23' 24" NB, 6° 50' 11" OL | 9489   | Meer afbeeldingen |
| Pand onder schilddak met hoekschoorstenen (voorm. café)                                  | Gebouwen, woonhuizen      | 1846                                                                                |                                                              | 't Loug 13        | 53° 23' 25" NB, 6° 50' 11" OL | 9490   | Meer afbeeldingen |
| Voorm. sarrieshut                                                                        | Gebouwen, woonhuizen      | 1630 (oorspronkelijk)                                                               |                                                              | 't Loug 14        | 53° 23' 25" NB, 6° 50' 10" OL | 9491   | Meer afbeeldingen |
| Ceres                                                                                    | Industrie- en poldermolen | 1839 1952 (herst.) 1965/66 (rest.) 1971 (rest.) 2004 (herst.)                       | U. Holman (1952) Roemeling (1965-'66 en 1971) Dunning (2004) | 't Loug 15        | 53° 23' 25" NB, 6° 50' 10" OL | 9492   | Meer afbeeldingen |
| Eenvoudige pand onder zadeldak met hoekschoorstenen                                      | Nijverheid                | 19e eeuw                                                                            |                                                              | 't Loug 17        | 53° 23' 26" NB, 6° 50' 10" OL | 9493   | Meer afbeeldingen |
| Eenvoudige woning onder laag zadeldak met voorschild boven forse kroonlijst              | Woonhuis                  | 19e eeuw                                                                            |                                                              | 't Loug 18        | 53° 23' 26" NB, 6° 50' 11" OL | 9494   | Meer afbeeldingen |
| Dwarshuisboerderij in eclectische stijl                                                  | Boerderij                 | 1900                                                                                |                                                              | Tweehuizerweg 14  | 53° 23' 46" NB, 6° 50' 37" OL | 516194 | Meer afbeeldingen |
| Lindenhof                                                                                | Boerderij                 | 1925 1939 (verb.) 1975 (kapschuur)                                                  | B. Jager                                                     | Lage Trijnweg 46  | 53° 24' 33" NB, 6° 49' 4" OL  | 516195 | Upload foto       |
| Hervormde pastorie                                                                       | Dienstwoning              | 1923                                                                                | Pieter Pothof                                                | Hoofdweg-Zuid 1   | 53° 23' 23" NB, 6° 50' 13" OL | 516196 | Meer afbeeldingen |
| Arbeiderswoning in ambachtelijk-traditionele stijl met aangebouwde schuur (Nooitgedacht) | Woonhuis                  | ca. 1900 1967 (verb.)                                                               |                                                              | Oostpolderweg 11  | 53° 25' 2" NB, 6° 50' 50" OL  | 516197 | Upload foto       |
| Rentenierswoning in interbellumstijl met aangebouwde berging                             | Woonhuis                  | 1926-'27 1967 (uitbr.)                                                              | B. Jager                                                     | Zwarteweg 1       | 53° 23' 17" NB, 6° 50' 8" OL  | 516199 | Upload foto       |
| Rentenierswoning in overgangsstijl met art-nouveau-elementen met aangebouwd koetshuis    | Woonhuis                  | ca. 1910                                                                            |                                                              | Hoofdweg-Noord 27 | 53° 23' 41" NB, 6° 50' 21" OL | 516200 | Meer afbeeldingen |